# Altino Ribeiro de Santana
Altino Ribeiro de Santana (Porvorim do Socorro, 19 de outubro de 1915 – Beira, 27 de fevereiro de 1973) foi um prelado goês da Igreja Católica com atuação episcopal em Angola e Moçambique, bispo de Sá da Bandeira e da Beira.

## Biografia
Depois dos estudos primários, decidiu entrar para a vida eclesiástica, entrando ainda jovem no Seminário de Rachol. Recebeu a ordenação presbiteral em 9 de outubro de 1938 e, depois de ter servido como pároco auxiliar e capelão militar, estudou no Pontifício Colégio Português e obteve o grau de doutor em teologia pela Pontifícia Universidade Gregoriana de Roma. Exerceu a função de professor no Seminário de Rachol e também foi o primeiro reitor do Seminário Menor de Saligão, em Goa.
Com a ereção da Diocese de Sá da Bandeira, em 27 de julho de 1955 o Papa João XXIII o nomeou como seu primeiro bispo. Recebeu a ordenação episcopal na Sé Catedral de Santa Catarina em 23 de outubro do mesmo ano, tendo como sagrante principal Dom José Vieira Alvernaz, patriarca das Índias Orientais, coadjuvado por Marcel Roger Buyse, O.F.M. Cap., bispo de Lahore e Nicholas Hettinga, M.H.M., bispo de Rawalpindi. Fez sua entrada solene em 9 de janeiro seguinte. Participou de todas as sessões do Concílio Vaticano II.  Por sua iniciativa, o rito tradicional "Efuko" incorporou-se nas celebrações da igreja católica local.
Em 19 de fevereiro de 1972 foi pelo Papa Paulo VI como bispo da Beira. Chegando a Beira durante a Guerra da Independência de Moçambique, no auge da crise do caso dos "padres brancos" de Macuti, ao dar proteção a dois padres missionários acabou tendo sua residência atingida por uma granada, o que motivou um ataque cardíaco posterior.
Morreu em 27 de fevereiro de 1973. Foi sepultado inicialmente na Beira, mas mais tarde a população de Sá da Bandeira pediu que os seus restos mortais fossem trazidos para a cidade onde Dom Altino viveu 16 anos e isto foi feito m 4 de abril de 1974, com os restos mortais sendo depositados na Sé Catedral do Lubango (nova denominação de Sá da Bandeira).